# Samsung Galaxy Note 5
Samsung Galaxy Note 5 – smartfon z systemem Android południowokoreańskiej firmy Samsung z serii Samsung Galaxy Note. Telefon został zaprezentowany w sierpniu 2015 roku jako następca Samsunga Galaxy Note 4.

## Specyfikacje
Samsung Galaxy Note 5 został wyposażony w system operacyjny Android Lollipop. Urządzenie ma 4 GB pamięci RAM oraz 32 lub 64 GB pamięci wewnętrznej telefonu. Galaxy Note 5 został wyposażony w ośmiordzeniowy procesor Samsung Exynos 7420 oraz baterię o pojemności 3000 mAh. Galaxy Note 5 zawiera 2 aparaty, jeden tylny 16-megapikselowy oraz jeden 5-megapikselowy aparat przedni. Ekran telefonu ma przekątną 5,7 cala. Wymiary urządzenia to 153,2 x 76,1 x 7,6 mm, a jego masa wynosi 171 g.

## Galeria

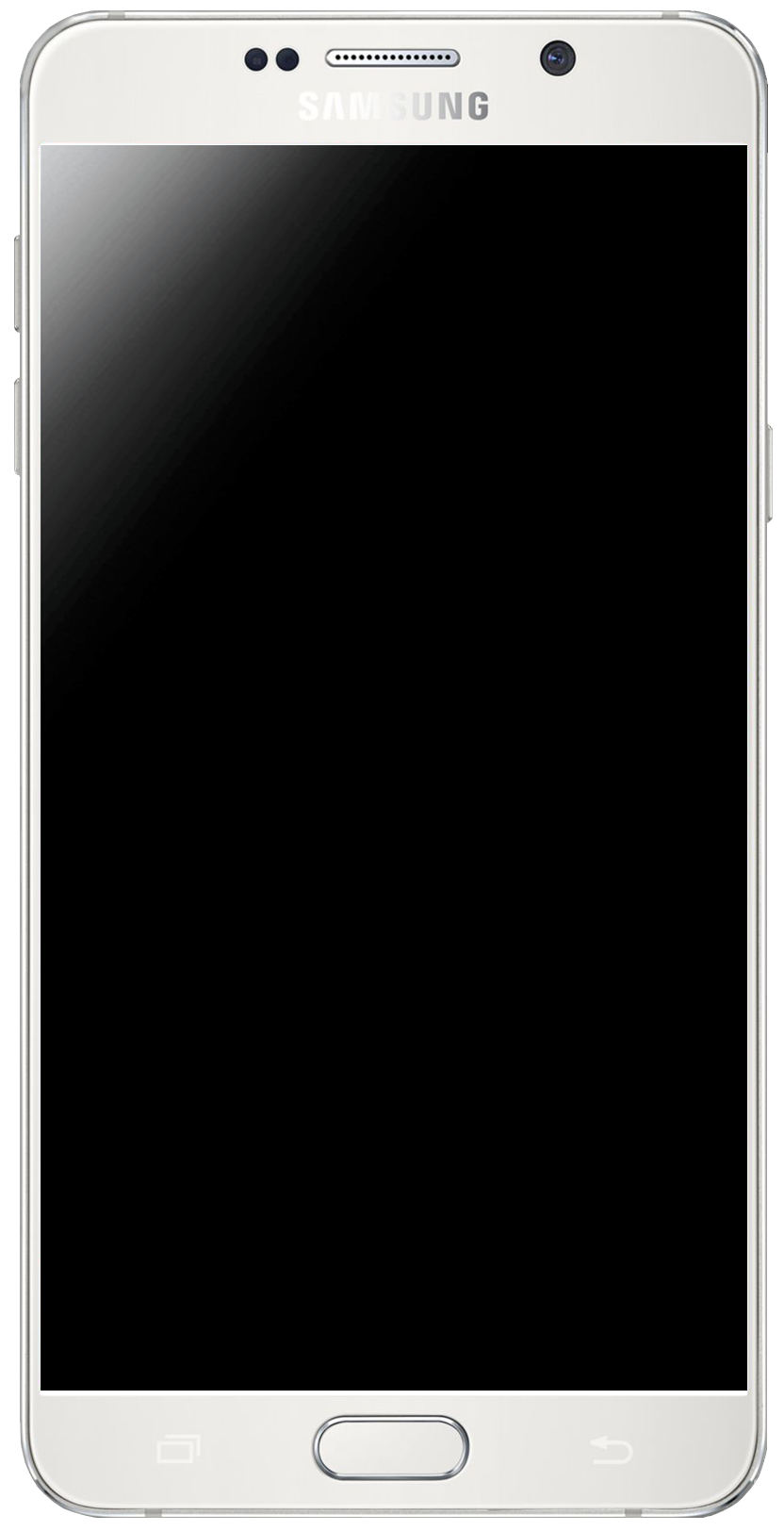
Przód telefonu
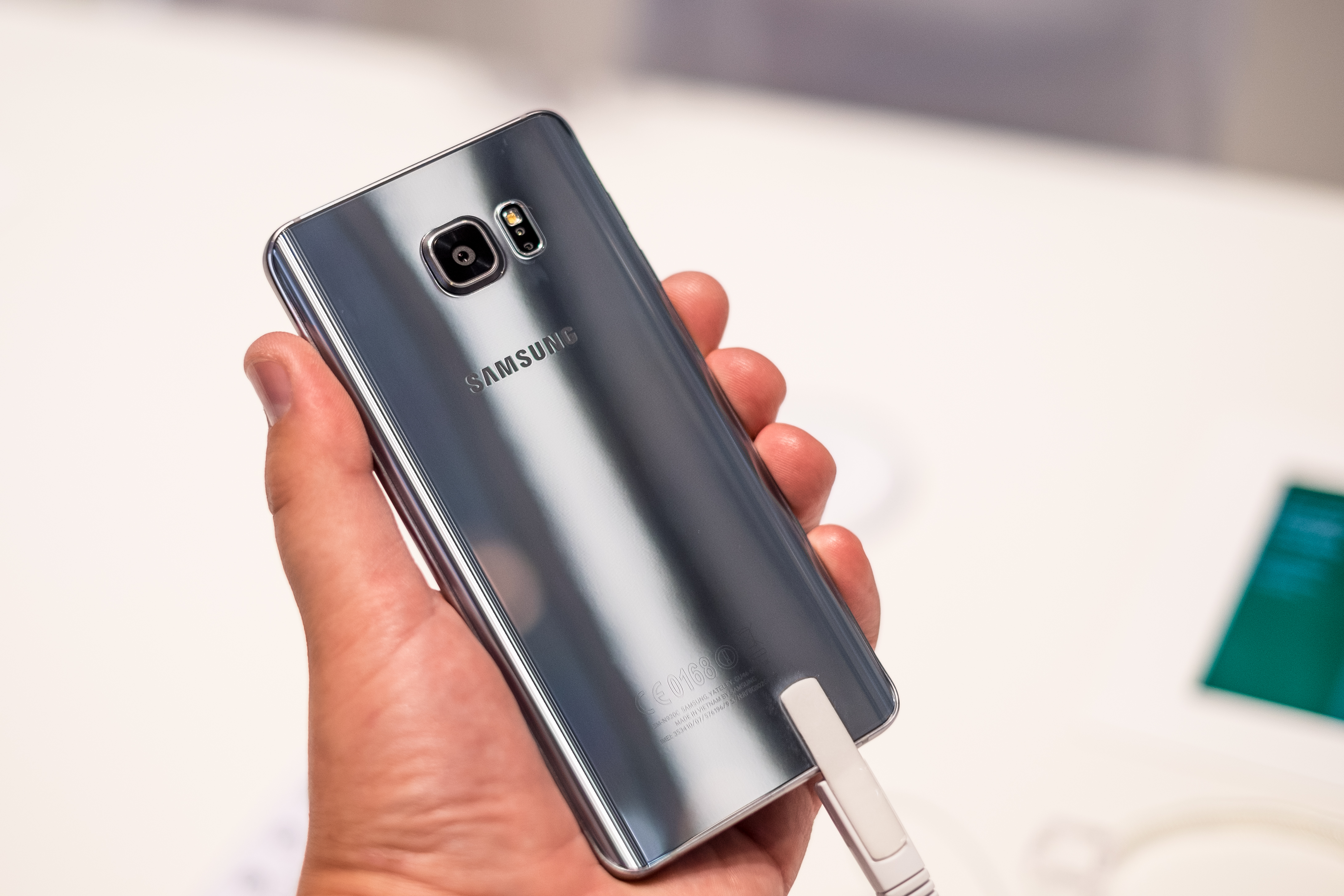
Tył telefonu
Logo telefonu